# Ayrshire Derby
Das Ayrshire Derby bezieht sich auf Fußballspiele zwischen Ayr United und FC Kilmarnock, den beiden professionellen schottischen Fußballmannschaften aus Ayrshire.

## Geschichte
Das erste Spiel fand am 14. September 1910 statt, in jenem Jahr, in dem Ayr United gegründet wurde. Dieses Spiel war das Finale der Ayrshire League in der Saison 1909/10 und endete mit einem 4:4-Unentschieden. Ayr United war der erste Club, der in der folgenden Saison einen Sieg verbuchen konnte.

## Stadien
Ayr United spielt im Somerset Park, während Kilmarnock im Rugby Park spielt.

## Begegnungen
Bis März 2022 gab es insgesamt 142 Begegnungen zwischen den beiden Teams. Kilmarnock konnte  mit 59 die meisten Siege verbuchen, während Ayr United auf 49 Siege kam. Der höchste Sieg wurde von Kilmarnock  im Jahr 1935 mit 7:2  erzielt. Die längste Siegesserie von 4 Spielen und die längste ungeschlagene Serie von 9 Spielen wurden beide von Kilmarnock in den Jahren 2021–2022 erreicht.

## Aktuelle Situation (Stand November 2023)
Die sechs jüngsten Begegnungen fanden in nationalen Pokalwettbewerben statt, da Kilmarnock seit 1993 in einer höheren Liga als Ayr spielt. Bis 1998 traten beide Clubs in einem lokalen Pokalwettbewerb, dem Ayrshire Cup, an, an dem auch lokale Juniorenteams teilnahmen.